# Daigo
L'emperador Daigo (醍醐 天皇, Daigo-Tennō, 6 de febrer del 885 - 23 d'octubre del 930) va ser el 60è emperador del Japó, segons l'ordre tradicional de successió. Va regnar entre el 897 i el 930. Abans de ser ascendit al Tron de Crisantem, el seu nom personal (imina) era Príncep Imperial Atsuhito (Atsuhito-shinnō).